# Resasta karaluma
Resasta karaluma (znanstveno ime Caralluma ascendens) je rastlina iz družine pasjestrupovk. Opisal jo je Nathaniel Wallich (1786-1854) v Pl. Asiat. Rar. 1: 7, t. 8. leta 1829. Literatura te vrste ne navaja pogosto, verjetno zato, ker je distinktivna vrsta. Večina njenih sorodnic je namreč razširjena predvsem po Afriški celini in na Arabskem polotoku. Njena domovina sta Indija in Burma. Pogosto se napačno obravnava kot kaktus. Svilničevke rastejo po celem svetu, vendar so med zbiralci in gojitelji rastlin najbolj popularne afriške sukulentne svilničevke. Ima rdečerjave cvetove, ki neprijetno dišijo in z vonjem privabljajo muhe, ki so oplojevalke teh rastlin. Na cvetovih so drobna vlakna, pa katerih je rastlina dobila ime (lat. fimbriatus - resast).

## Znana imena
- Kullee mooliyan, kallimudayan (tamilsko)
- Karallamu (Telegu)
- Yugmaphallottama (sanskrt)
- Ranshabar, makad shenguli, shindala makadi (marati)

## Uporaba
Resasta karaluma je še ena od rastlin, ki jo uporablja ljudska medicina. Ima zanimivo lastnost, da zmanjšuje apetit, zato je postala podobno kot Hoodia gordonii osnova za preparate za hujšanje. Resasta karaluma raste v Indiji in jo tamkajšnji domorodci uporabljajo za zmanjševanje teka. To je potrebno v obdobjih lakote in med dolgotrajnim lovom. 
V času pomanjkanja se stebla resaste karalume uporabljajo kot zelenjava, tako surova kot kuhana z začimbami. Na jugu Indije se med revnimi prebivalci še vedno uporablja kot hrana, ker zmanjša tek in poveča vzdržljivost delavcev.
Na območjih Kolli hribovja na jugu Indije se resasta karaluma uporablja vsakodnevno kot hrana. V suhih predelih Andra Pradeša se uporablja za pripravo enoločnic z začimbami in zelenjavnih omak. V zahodni Indiji je resasta karaluma znana kot hrana revežev. Stebla se skuhajo in posolijo, delujejo pa kot supresiv lakote. Prav tako je rastlina znana v plemenih Kerala v južni Indiji kot zelenjava, ki zmanjša tek in lakoto. Na podoben način se uporablja tudi na drugih polsuhih področjih indije.

## Delovanje
Resasta karaluma naj bi blokirala delovanje nekaterih encimov in posredno nastajanje tolšče na ta način, da ta hitreje zgoreva. Ker ima danes pol ameriških prebivalcev težave s preveliko telesno težo, je tudi ta rastlina postala industrijsko in komercialno pomembna. Rastlina poleg hranilnih snovi vsebuje glikozide, flavonske glikozide, grenčine in saponine. Preganski glikozidi povzročijo zmanjšanje želje po hrani, flavonski glikozidi pa menda delujejo kot antioksidanti, ti pa delujejo pomlajevalno na kožo, proti revmi in drugim simptomov staranja.
Rastlino v domovini uporabljajo presno ali kuhajo kot pripravek, ki nima toksičnih stranskih učinkov. V Ameriki sledi rastline predelane v ekstrakt pakirajo v obliki tablet in kapsul. Učinek snovi v Caralluma fimbriata je potrjen z raziskavami na ljudeh.

## Sestavine
Glavne fitokemične sestavine resaste karalume so pregnanski glikozidi, flavonski glikozidi, megastigmanski glikozidi, grenčine, saponini in druge komponente. Sestavine so karatubersid A, karatubersid II, bukerosidi I do X, tomentogenin, sitosterol, luteolin-4-neohesperidosid in kamferol-7-0- neohesperidosid.